# Tautumeitas
Tautumeitas (v překladu lidová děvčata) je lotyšská ženská hudební skupina tvořící v žánrech folku a world music. Skupina vznikla v roce 2015 a skládá se z 6 hudebnic. Ve své hudební tvorbě kombinuje melodie a texty z lotyšských lidových písní s moderními zvuky. Skupina reprezentovala Lotyšsko na Eurovision Song Contest 2025 s písní „Bur man laimi“.

## Historie
První album Lai māsiņa rotājās!, čerpající z baltských lidových tradic, skupina vydala v roce 2017 spolu se skupinou Auļi. Album získalo lotyšské hudební ocenění Zlatý mikrofon v kategorii folk a world music. Stejné ocenění získalo i jejich druhé eponymní album Tautumeitas, třetí album Dziesmas no Aulejas i čtvrté album Skrejceļš.
Skupina se prosazuje také v zahraničí, mj. již vystoupila na festivalech Eurosonic (Nizozemsko), Glastonbury (Velká Británie), Imaterial (Portugalsko) nebo United Islands of Prague (Česko).

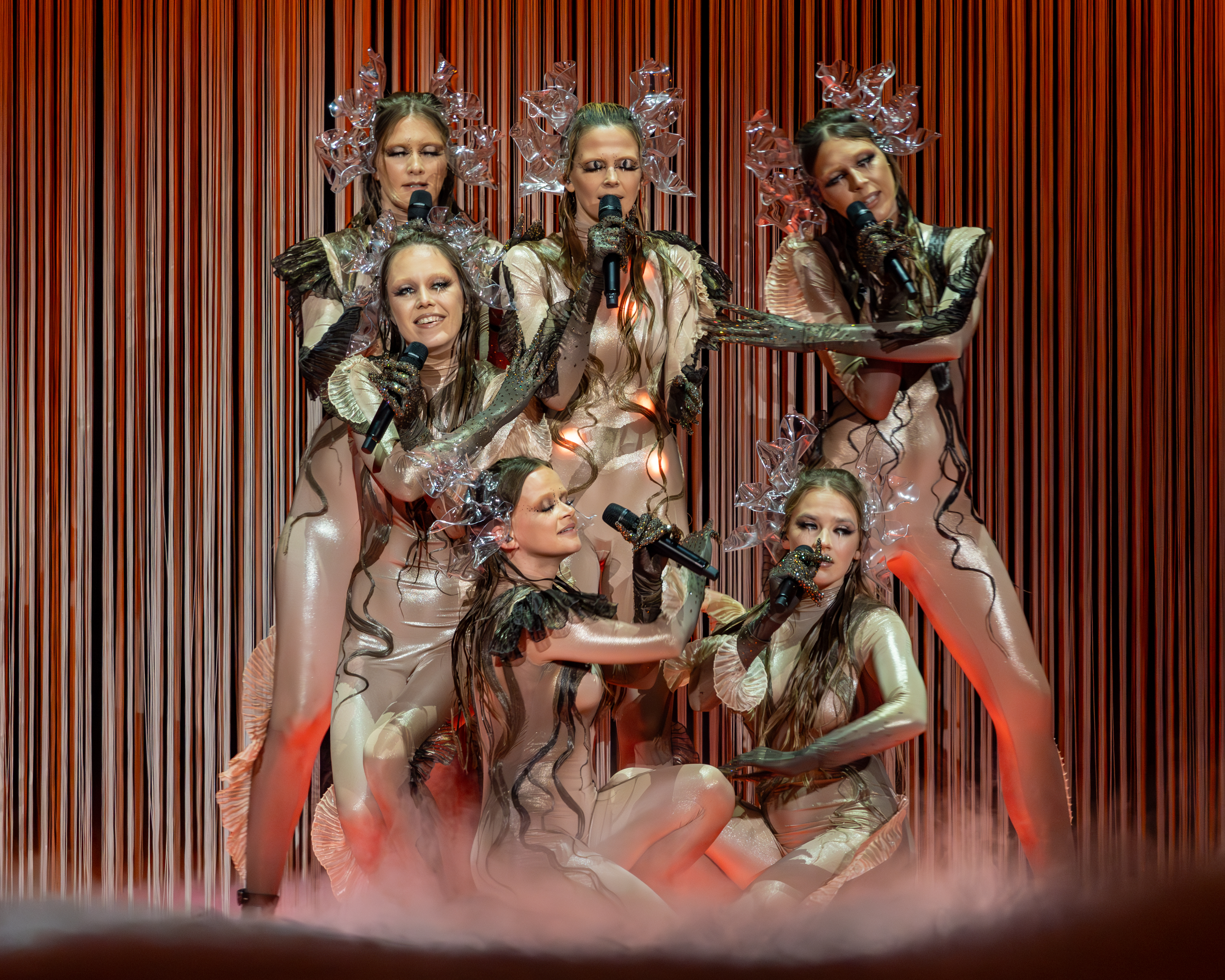
Tautumeitas na Eurovision Song Contest 2025

V únoru 2025 byla skupina se skladbou „Bur man laimi“ z nového alba Zem saules / Under the Solar Spell vybrána, aby se za Lotyšsko zúčastnila Eurovision Song Contest 2025. V soutěži skupina postoupila ze semifinále z druhého místa a ve finále skončila na 13. místě, když získala 158 bodů. V roce 2025 také skupina nahrála skladbu s českou skupinou Vesna.

## Členové
Současní
- Asnate Rancāne – housle, flétna, zpěv
- Aurēlija Rancāne – bubny, zpěv
- Annemarija Moiseja – perkuse, zpěv
- Laura Marta Līcīte – perkuse, housle, zpěv
- Gabriēla Zvaigznīte – zpěv
- Kate Slišāne – mandolína, klarinet, flétna, zpěv

Bývalí
- Ilona Dzērve – akordeon, zpěv
- Laura Liepiņa – zpěv
- Lauma Bērza – housle, zpěv[9]
- Laura Bužinska

## Diskografie
- 2017: Lai māsiņa rotājās! (s Auļi)
- 2018: Tautumeitas
- 2020: Dziesmas no Aulejas
- 2022: Skrejceļš
- 2025: Zem saules / Under the Solar Spell